# Jacobus I van Aragón
Jacobus I (Montpellier, 2 februari 1208 – Valencia, 27 juli 1276), bijgenaamd de Overwinnaar, was koning van Aragon, graaf van Barcelona en heer van Montpellier van 1213 tot 1276 en koning van Majorca van 1231 tot 1276.

Onder zijn lange regering breidde de Kroon van Aragón zich uit langs alle kanten: naar Valencia in het zuiden, de Languedoc in het noorden en de Balearen in het oosten. Door het verdrag van Corbeil met Lodewijk IX van Frankrijk onttrok hij de Principaliteit van Barcelona aan de Franse soevereiniteit en integreerde het in de Kroon van Aragón. Zijn rol in de Reconquista leek sterk op die van zijn tijdgenoot Ferdinand III van Castilië in Andalusië.
Als wetgever en organisator neemt hij een bijzondere plaats in onder de Spaanse koningen. Hij stelde het
Llibre del Consulat de Mar samen, dat de handel ter zee regelde en bijdroeg tot de Catalaanse suprematie in de westelijke Middellandse Zee. Hij stelde het Catalaans aan als officiële taal van zijn domeinen en sponsorde Catalaanse literatuur, zoals een semi-autobiografische kroniek van zijn regeringsperiode: het Llibre dels fets.

## Levensloop

### Vroege leven en regering tot zijn meerderjarigheid
Jacobus werd geboren te Montpellier als enige kind van Peter II van Aragón en Maria van Montpellier, dochter van Willem VIII van Montpellier en Eudocia Comnenus (nicht van de Byzantijnse keizer Manuel I Komnenos). Als kind was hij een pion in de machtspolitiek van Provence waar zijn vader verwikkeld was in een strijd met enerzijds de katharen, ook albigenzen genoemd, en anderzijds kruisvaarders geleid door Simon IV van Montfort, graaf van Leicester, die elkaar trachtten uit te roeien. Peter trachtte de noordelijke kruisvaders gunstig te stemmen door een huwelijk te regelen tussen zijn zoon Jacobus en Simons dochter. Hij vertrouwde de jongen in 1211 toe aan Montfort om aan diens hof opgevoed te worden. Hij zag zich echter al snel genoodzaakt om de wapens op te nemen tegen Simon, waarna hij sneuvelde in de Slag bij Muret op 12 september 1213. Jacobus' moeder Maria van Montpellier was in april 1213 al overleden. De Montfort probeerde de weesjongen Jacobus hierop te gebruiken als een middel om zijn macht te vergroten, ware het niet dat de Aragonezen en Catalanen een beroep deden op paus Innocentius III die bij De Montfort erop aandrong de jongen aan hem over te dragen. In mei of juni 1214 werd Jacobus te Carcassonne overgedragen aan Peter van Benevento, de pauselijk legaat.
Jacobus werd naar Monzón gezonden waar hij aan de zorg van Willem van Montredon, grootmeester van de tempeliers in Spanje en Provence werd toevertrouwd. Het regentschap viel toe aan zijn oudoom Sancho, graaf van Roussillon en diens zoon, de neef van de koning, Nuño. Het koninkrijk verviel echter in chaos en daarom werd Jacobus onder begeleiding van tempeliers en enkel loyale edelen in 1217 naar Zaragoza gebracht.
In 1221 trouwde hij met Eleanora van Castilië, dochter van Alfons VIII van Castilië en Eleanora van Engeland. De volgende zes jaar van zijn regering waren vol van opstanden van de adel. Door de vrede van Alcalá op 31 maart 1227 kwam hier een einde aan.

### Graafschap Urgell

Het graafschap Urgell

In 1228 zag Jacobus zich geconfronteerd met zwaardere tegenstand van een vazal dan ooit tevoren. Guerao van Cabrera had het graafschap bezet na het overlijden van Ermengol VIII graaf van Urgell (zonder zoon overleden in 1208) onder het mom dat een vrouw, in dit geval Aurembiax de dochter en erfgename van Armengol VIII, niet kon erven. Probleem was dat de gravin-weduwe zichzelf op haar sterfbed in 1220 als vazal aan Peter II de vader van Jacobus had verbonden.
Dit dwong Jacobus ertoe om in naam van Aurembiax, die dus onder zijn bescherming stond (wellicht een van zijn eerste minnaressen), in te grijpen. Hij kocht Guerao af en stond Aurembiax toe haar graafschap opnieuw op te eisen. Toen ze dit te Lérida deed droeg ze Lérida over aan Jacobus en beloofde ze Urgell als leengoed van Jacobus te houden. Na haar dood in 1231 ruilde hij Urgell voor de Balearen met Peter I van Portugal, haar weduwnaar.

### Relatie met Frankrijk en Navarra

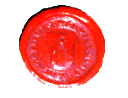
het zegel van Guillaume de Roquefeuil, ambassadeur van Jacobus I van Aragón op het verdrag van Corbeil

Tussen 1230 en 1232 onderhandelde Jacobus met de oude Sancho VII van Navarra over een poging om na diens dood diens neef Theobald IV van Champagne van de troon te houden. Ze sloten een akkoord om Jacobus tot erfgenaam te benoemen. Toen Sancho in 1234 stierf, zetten de edelen van Navarra alsnog diens neef op de troon. Jacobus vroeg aan paus Gregorius IX om tussenbeide te komen, maar hij moest de troon alsnog aan Theobald laten.
Jacobus wilde een staat vormen die beide kanten van de Pyreneeën omvatte als tegengewicht voor de macht van het koninkrijk Frankrijk ten noorden van de Loire. In deze politiek ondervond hij net zoals de Visigoten voor hem velerlei problemen van fysieke aard (een bergketen als afscheiding), culturele aard (Spaans versus Frans) en politieke aard (de lokale edelen zaten niet op een nieuwe overheerser te wachten). In het geval van het koninkrijk Navarra zag hij snel in dat een verder avontuur te veel gevaren met zich meebracht. Dus zag hij bij het Verdrag van Corbeil in mei 1258 af van verdere aanspraken erop en in ruil gaf Lodewijk IX van Frankrijk de verouderde en irreële aanspraken van de feodale suzereiniteit over Catalonië op; het graafschap Barcelona onderhield ooit nauwe banden met Frankrijk.

### Reconquista

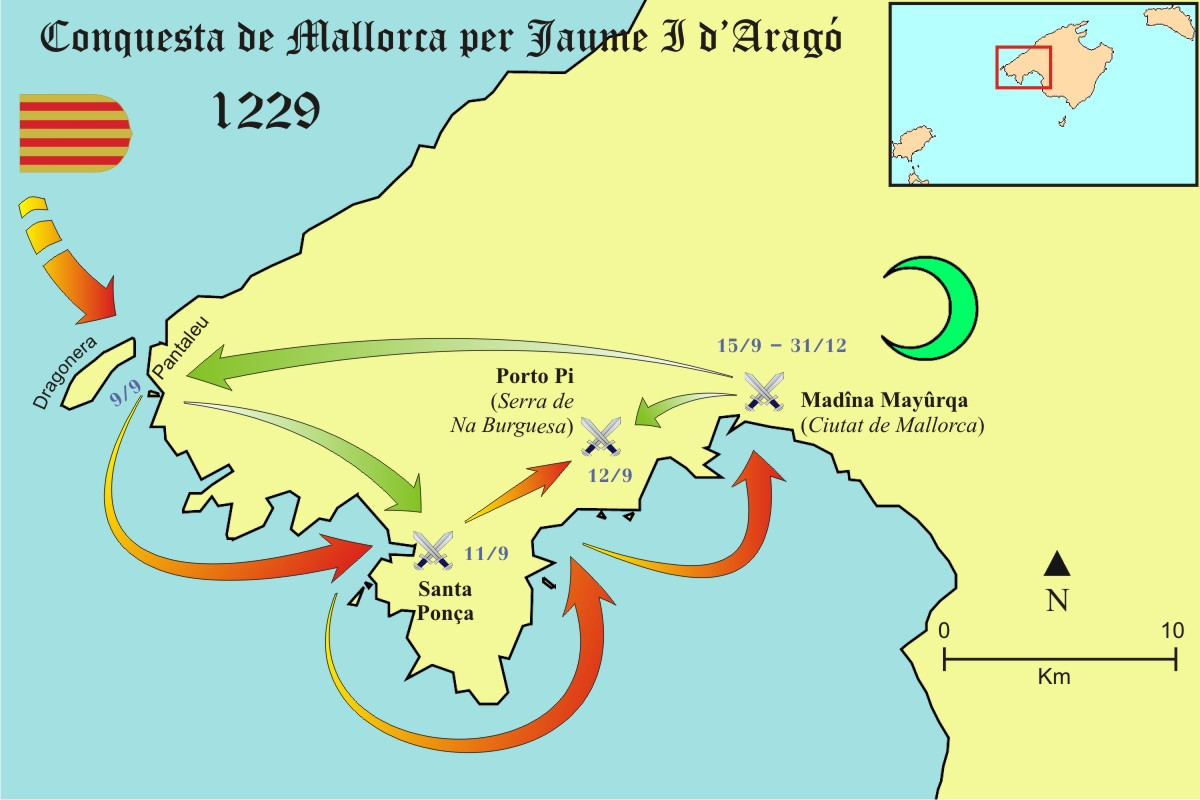
Reconquista van Majorca

Na deze valse start richtte Jacobus zijn blik naar het zuiden en de Middellandse Zee waar hij begon met de verovering van de Balearen (taifa Majorca 1229; taifa Minorca 1231; Ibiza 1235) die hij wel in naam van Peter van Portugal had ontvangen, maar die in werkelijkheid bezet werden door de Arabieren. In 1235 viel ook de taifa Valencia voor de troepen van Jacobus.
Gedurende de resterende twintig jaar na Corbeil vocht Jacobus nog met de Moren in de taifa Murcia in naam van zijn schoonzoon Alfons X van Castilië. In 1244 sloten beide vorsten een akkoord dat hun toekomstige expansieruimte afbakende. Jacobus tekende het ogenblikkelijk, Alfons bevestigde het pas veel later (zie ook koninkrijk Valencia).

## Patronage van kunst, wetenschappen en literatuur

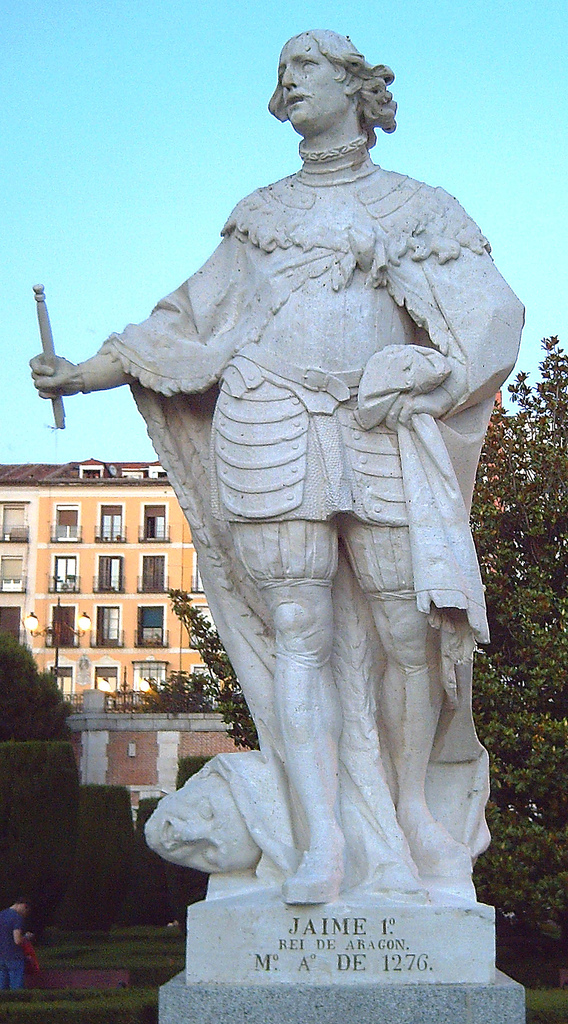
Standbeeld van Jacobus I in Madrid (J. León, 1753).

Jacobus liet de Kathedraal van Lérida bouwen en inwijden. Deze kathedraal werd gebouwd in een overgangsstijl tussen het romaans en de gotiek met lichte Moorse invloeden.
Hij was de patroon van de Universiteit van Montpellier die dankzij hem een sterke groei en bloei kende. Hij stichtte eveneens een studium te Valencia (1245) dat van paus Innocentius IV privileges ontving, maar desondanks wilde het niet echt van de grond komen. In 1263 zat hij in Barcelona het debat voor tussen de rabbijn Nachmanides en Pablo Christiani, een prominente converso, een bekeerde jood).
Jacobus was een groot mecenas en voorstander van de Catalaanse literatuur. Hij zelf mag zelfs terecht de eerste van de Catalaanse prozaschrijvers genoemd worden. Hij schreef of dicteerde op verschillende momenten een kroniek van zijn leven, Llibre dels fets in het Catalaans. Het is de eerste autobiografische kroniek van een christelijke koning. Naast een mooi voorbeeld van autobiografische literatuur bevat het ook concepten van macht, een beschrijving van het doel van de monarchie, voorbeelden van loyaliteit en verraad in het feodale systeem, de groei van een nationaal gevoel gebaseerd op thuisland, taal en cultuur en middeleeuwse militaire tactieken.
Hij was ook de auteur van het Libre de la Saviesa (het Boek van Wijsheid). Het boek bevatte spreekwoorden van auteurs teruggaande tot koning Salomon, maar ook zeer recente zoals van Albertus Magnus. Het bevatte zelfs gezegdes van middeleeuwse Arabische filosofen en van het Apophthegmata Philosophorum van Hunayn ibn Ishaq. Gedurende zijn regering had Jacobus een Hebreeuwse vertaler in dienst die waarschijnlijk ook het eerder genoemde boek voor hem vertaald zal hebben.
Al was hij een schrijver en bevorderde hij vooral proza, hij had een voorliefde voor poëzie. Als gevolg van de Albigenzische Kruistocht vluchtten er veel troubadours naar Aragon en Catalonië waar ze een vluchthaven vonden. Ondanks al zijn werk om het Catalaans te promoten als literaire taal haalde hij in 1233, onder invloed van zijn biechtvader Raymundus van Peñafort, de Inquisitie naar zijn rijk om een vertaling van de Bijbel in het Catalaans tegen te gaan.

## Opvolging

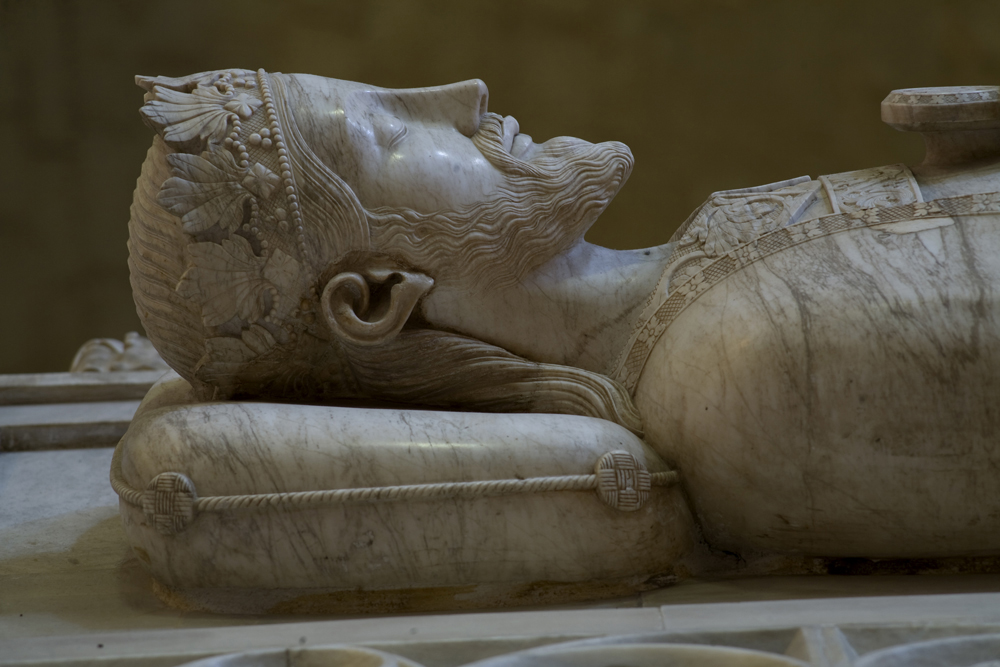
Het graf van Jacobus I in het klooster van Poblet

De voorkeur die Jacobus toonde voor zijn onwettige nakomelingen leidde tot protest onder de edelen en uiteraard ook tot conflicten tussen zijn wettige en onwettige zoons. Toen een van de laatsten zich ondankbaar en verraderlijk tegenover zijn vader gedroeg, werd hij vermoord door Peter, een wettige zoon van de oude koning. Voor deze keer toonde de koning geen afkeuring.
Aan het einde van zijn leven verdeelde Jacobus zijn staten over zijn zoons van Jolanda van Hongarije.

Peter erfde de Spaanse bezittingen op het vasteland en Jacobus het koninkrijk Majorca en de heerlijkheid van Montpellier. Deze verdelingen leidden natuurlijk tot wrijvingen tussen de broers. In 1276 werd de koning te Alzira plotseling zwaar ziek en deed troonsafstand met het doel zich terug te trekken in de abdij van Poblet, maar hij stierf al op 27 juli.

## Huwelijken en kinderen
Jacobus huwde de eerste keer in 1221 als dertienjarige met Eleanora, dochter van Alfons VIII van Castilië en Eleonora van Engeland. Meteen na de geboorte van zijn zoon liet hij dit huwelijk ongeldig verklaren.
Later werd zijn zoon uit dit huwelijk onwettig verklaard:
1. Alfons (1229-1260), huwde Constance van Moncada, gravin van Bigorre, een Frans graafschap nabij de Pyreneeën, dochter van Gaston VII van Béarn.

In 1235 hertrouwde Jacobus met Jolanda van Hongarije, dochter van Andreas II, bij diens tweede vrouw Yolande van Courtenay. Met haar had hij tien kinderen tot zij bij het laatste stierf:
1. Jolanda (1236–1301), ook gekend als Violant, huwde met Alfons X van Castilië
2. Constance (1239–1269), huwde Juan Manuel, heer van Villena, zoon van Ferdinand III
3. Peter (1239–1285), erfgenaam van Aragon, Catalonië en Valencia
4. Jacob (1243–1311), erfgenaam van de Balearen en de Languedoc
5. Ferdinand (1245–1250)
6. Sancha (1246–1251)
7. Isabella (1247–1271), huwde met Filips III van Frankrijk
8. Marie (1248–1267), non
9. Sancho (1250–1279), aartsbisschop van Toledo
10. Eleanor (1251, jong gestorven)

Jacobus huwde de derde keer met Teresa Gil de Vidaure, dit enkel met een privéovereenkomst. Hij verliet haar toen ze lepra kreeg. Kinderen bij haar:
1. Jacobus (c.1255–1285), heer van Xèrica
2. Peter (1259–1318), heer van Ayerbe

Jacobus had verscheidene minnaressen zowel vóór, tijdens als na zijn huwelijken. Zij schonken hem de volgende onwettige zonen:
Bij Blanca d'Antillón:
1. Ferran Sanchis (1240–1275) ook wel Fernando Sánchez genoemd; baron van Castro

Bij Berenguela Fernández:
1. Peter Fernández, baron van Híjar

Bij Elvira Sarroca:
1. Jacobus Sarroca (1248-), aartsbisschop van Huesca

## Voorouders
| Voorouders van Jacobus I van Aragón | Voorouders van Jacobus I van Aragón                                         | Voorouders van Jacobus I van Aragón                                         | Voorouders van Jacobus I van Aragón                                         | Voorouders van Jacobus I van Aragón                                         | Voorouders van Jacobus I van Aragón                                  | Voorouders van Jacobus I van Aragón                                  | Voorouders van Jacobus I van Aragón                                 | Voorouders van Jacobus I van Aragón                                 |
| ----------------------------------- | --------------------------------------------------------------------------- | --------------------------------------------------------------------------- | --------------------------------------------------------------------------- | --------------------------------------------------------------------------- | -------------------------------------------------------------------- | -------------------------------------------------------------------- | ------------------------------------------------------------------- | ------------------------------------------------------------------- |
| Overgrootouders                     | Ramon Berenguer IV (1113-1162) ∞ Petronella van Aragón (1135-1174)          | Ramon Berenguer IV (1113-1162) ∞ Petronella van Aragón (1135-1174)          | Alfons VII van León en Castilië (1105-1157) ∞ Richeza van Polen (1140-1165) | Alfons VII van León en Castilië (1105-1157) ∞ Richeza van Polen (1140-1165) | Willem VII van Montpellier (-1172) ∞ Mathilde van Bourgondië (1130–) | Willem VII van Montpellier (-1172) ∞ Mathilde van Bourgondië (1130–) | Alexios Komnenos (1136–1183) ∞ Maria Dukaina (-)                    | Alexios Komnenos (1136–1183) ∞ Maria Dukaina (-)                    |
| Grootouders                         | Alfons II van Aragón (1157-1196) ∞ Sancha van Castilië (Aragón) (1154-1208) | Alfons II van Aragón (1157-1196) ∞ Sancha van Castilië (Aragón) (1154-1208) | Alfons II van Aragón (1157-1196) ∞ Sancha van Castilië (Aragón) (1154-1208) | Alfons II van Aragón (1157-1196) ∞ Sancha van Castilië (Aragón) (1154-1208) | Willem VIII van Montpellier (1157-1202) ∞ Eudokia Komen (1165-1202)  | Willem VIII van Montpellier (1157-1202) ∞ Eudokia Komen (1165-1202)  | Willem VIII van Montpellier (1157-1202) ∞ Eudokia Komen (1165-1202) | Willem VIII van Montpellier (1157-1202) ∞ Eudokia Komen (1165-1202) |
| Ouders                              | Peter II van Aragón (1174-1213) ∞ Maria van Montpellier (1182-1213)         | Peter II van Aragón (1174-1213) ∞ Maria van Montpellier (1182-1213)         | Peter II van Aragón (1174-1213) ∞ Maria van Montpellier (1182-1213)         | Peter II van Aragón (1174-1213) ∞ Maria van Montpellier (1182-1213)         | Peter II van Aragón (1174-1213) ∞ Maria van Montpellier (1182-1213)  | Peter II van Aragón (1174-1213) ∞ Maria van Montpellier (1182-1213)  | Peter II van Aragón (1174-1213) ∞ Maria van Montpellier (1182-1213) | Peter II van Aragón (1174-1213) ∞ Maria van Montpellier (1182-1213) |
| Jacobus I van Aragón (1208-1276)    |                                                                             |                                                                             |                                                                             |                                                                             |                                                                      |                                                                      |                                                                     |                                                                     |